# Braunshof (Freystadt)
Braunshof ist ein Gemeindeteil der Stadt Freystadt im Landkreis Neumarkt in der Oberpfalz in Bayern.

## Lage
Der zweigeteilte Weiler, Unterer und Oberer Braunshof, liegt auf rund 420 m ü. NHN westlich des Gemeindesitzes an der Staatsstraße 2220 zwischen Schöllnhof und Mörsdorf.

## Geschichte
1144 ist eine Ansiedelung „Brunoshube“ (= Hube des Brun) erstmals genannt. 1298 erscheint ein Marquard von „Breviningeshof“ urkundlich, der zugunsten des Zisterzienserinnenklosters Seligenporten auf seine Einnahmen aus Reut (abgegangen bei Sulzbürg) verzichtet. Da es einen weiteren Ort Braunshof östlich von Freystadt bei Berngau gibt, ist nicht eindeutig, welches Braunshof jeweils gemeint ist.
Mit der Bildung von Pfalz-Neuburg 1505 wurde Braunshof zusammen mit seinem Pfarrort Mörsdorf dem pfalz-neuburgischen Amt Hilpoltstein unterstellt. Als dieses 1542 an Nürnberg verpfändet wurde, erfolgte von dort aus die Einführung der Reformation, die Untertanen mussten die lutherische Lehre annehmen. 1578 löste Pfalz-Neuburg das Pfand wieder ein. 1627 brachte die Gegenreformation durch Pfalz-Neuburg die Wiedereinführung des katholischen Glaubens. 1664 heißt es in einem Salbuch vom „Praunshof“: „5 Mannschaften an Höf und Gütern, nemlich: 2 dem Spitale zu Freistadt, 1 Hilpoltsteinisch, ganzer und ein halb Hof, dann einer des Klosters Seligenporten.“ Daran änderte sich nur wenig bis zum Ende des Alten Reiches: Um 1800 gehörte ein Hof dem herzoglichen Klosterrichteramt Seligenporten mit Kastenamt in Neumarkt, zwei Höfe der Spitalstiftung Freystadt, der vierte Hof war frei eigen. Außerdem gab es ein gemeindliches Hirtenhaus. Nieder- und hochgerichtlich unterstand der Weiler dem pfalz-neuburgischen, ab 1799 kurfürstlich-baierischen Pflegamt Hilpoltstein.
Im neuen Königreich Bayern (1806) wurde ein Steuerdistrikt Mörsdorf gebildet, dem auch Braunshof angehörte. Daraus wurde mit dem Gemeindeedikt von 1818 die Ruralgemeinde Mörsdorf im Landgericht und Rentamt Hilpoltstein. Das Landgericht Hilpoltstein unterstand dem Bezirksamt Neumarkt des Regierungsbezirkes Oberpfalz, ab 1880 dem Bezirksamt Hilpoltstein des Regierungsbezirkes Mittelfranken. Die Volkszählung in Bayern von 1. Dezember 1875 erbrachte für Braunshof 30 Einwohner, 16 Gebäude, an Großvieh sechs Pferde und 61 Stück Rindvieh.
Mit der Gebietsreform in Bayern wurde der Landkreis Hilpoltstein aufgelöst und die Gemeinde Mörsdorf und damit auch Braunshof zum 1. Juli 1972 in die Stadt Freystadt im Landkreis Neumarkt eingemeindet und kehrte damit in die Oberpfalz zurück.

### Einwohnerentwicklung
- 1818: 32 (5 „Feuerstellen“, d. h. Häuser; 10 Familien)[10]
- 1875: 30 (16 Gebäude)[11]
- 1900: 23 (5 Wohngebäude)[12]
- 1938: 29[13]
- 1950: 32 (4 Anwesen)[14]
- 1961: 26 (4 Wohngebäude)[15]
- 1973: 22[16]
- 1987: 28 (7 Wohngebäude, 8 Wohnungen)[17]
- 2020: 31